# Tamtert
Tamtert (în arabă تامترت) este o comună din provincia Béchar, Algeria.
Populația comunei este de 1.267 de locuitori (2009).